# Porphyrosela homotropha
Porphyrosela homotropha là một loài bướm đêm thuộc họ Gracillariidae. Nó được tìm thấy ở Ethiopia.
Ấu trùng ăn Glycine max. Chúng có thể ăn lá nơi chúng làm tổ.